# Моэ Макоссо IV
Моэ Макоссо IV (фр. Moe Makosso IV; род. 1 мая 1944, Чизонди Куилу, Конго — 23 декабря 2020, Рабат, Марокко) — король Лоанго в 2009—2020 годах.

## Биография
Моэ Макоссо IV родился 1 мая 1944 года в Чизонди Куилу, Конго. Учился в начальной школе Раймона Пайе с 1956 по 1959 год, затем продолжил учёбу в школе Мвумву до класса CM2.
Макоссо начал свою профессиональную карьеру водителем лесовоза, а затем был принят на работу в компанию SIDETRA. С 1981 по 1999 год работал в автономном порту Пуэнт-Нуар механиком-водителем.
Моэ Макоссо IV должен был пройти церемониальные испытания в течение шести месяцев, прежде чем стать королём. После всех официальных мероприятий, включая открытие дороги Пуэнт-Нуар — Лубомо, король Лоанго отправился 31 мая 2012 года в Мбе, резиденцию королевства Теке, где подписал контракт со своим коллегой, 17-й Макоко, манифест укрепления мира и единства Конго. Моэ Макоссо IV разместился в новом королевском дворце — Лимани-Ли-Бвали Диоссо, расположенном рядом с региональным музеем королей Лоанго.
Моэ Макоссо IV скончался 23 декабря 2020 года в поликлинике в Рабате, Марокко, после продолжительной болезни.